# Euploea duponchelii
Euploea duponchelii är en fjärilsart som beskrevs av Jean Baptiste Boisduval 1832. Euploea duponchelii ingår i släktet Euploea och familjen praktfjärilar. Inga underarter finns listade i Catalogue of Life.